# Pressió de dissolució

Diagrama esquemàtic de la pressió de dissolució amb compressió/compactació en una roca clàstica.

La pressió de dissolució  o pressió de solució en la geologia estructural i la diagènesi, és un mecanisme de deformació que implica la dissolució de minerals dins un fluid porós aquòs. És un exemple de transferència de massa difusiva.
El procés cinètic detallat el va descriure Rutter, i s'ha usat en
moltes aplicacions en les ciències de la Terra.

## Aparició
Les proves de pressió de dissolució s'han descrit en roques sedimentàries que només han estat afectades per la compactació geològica. l'exemple més comú són els plans de divisió (beds) paral·lels de l'estilolita desenvolupada en roca carbonatada. Aquest procés també es creu que és important en l'exfoliació.